# Mariano Smiriglio
Mariano Smiriglio (Palermo, 1561 – Palermo, 10 settembre 1636) è stato un architetto, pittore e decoratore italiano.

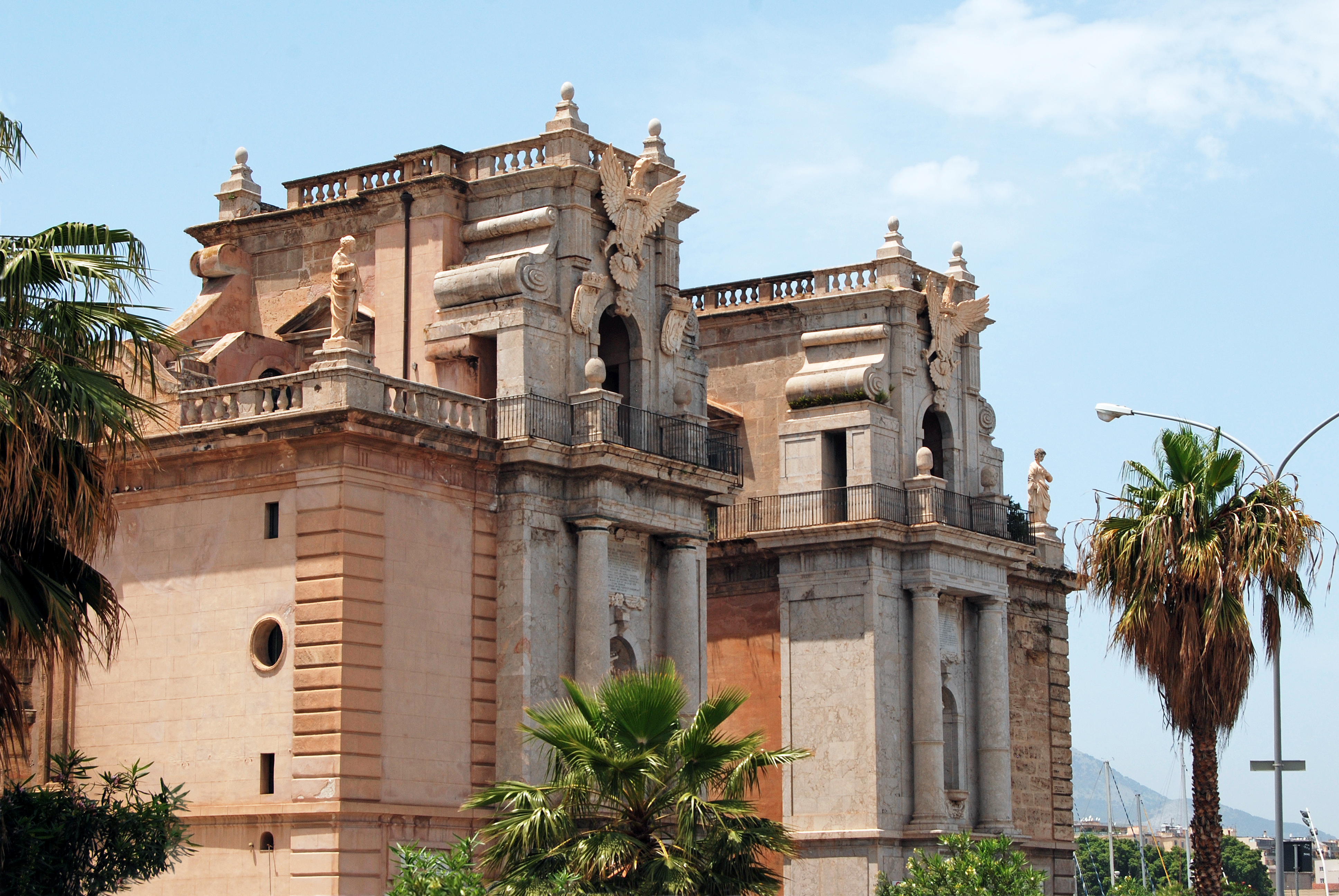
Porta Felice

È stato uno dei protagonisti della stagione tra il manierismo e il barocco in Sicilia nella prima metà del Seicento.

## Biografia e opere
La sua prima formazione fu da pittore presso Filippo Paladini, anche se in seguito fu soprattutto attivo come architetto.
Fu architetto del Senato e in tale veste collaborò al cantiere dei Quattro Canti di cui diresse i lavori dopo la morte di Giulio Lasso.
Progettò la scenografica Porta Felice, posta sull'asse principale dell'urbanistica cittadina (Cassaro) dopo il suo prolungamento fino al mare. L'insolita struttura costituita da due piloni privi di un arco, fu progettata alla fine del XVI secolo, ma completata solo nel 1637.
Nella veste di architetto del Senato progettò e diresse varie opere pubbliche tra cui l'Arsenale e una serie di fontane, non tutte conservate. Si occupò  anche di lavori al Palazzo Pretorio (affresco documentato nel portico raffigurante la Vergine Maria attorniata da Santi) e, probabilmente, all'Ospedale di San Giacomo.
Ebbe anche un'intensa attività nel campo degli allestimenti effimeri e progettò l'urna argentea contenente le reliquie di Santa Rosalia.
Fu tra i primi a utilizzare la decorazione a marmi mischi a commesso (nella Cappella del Crocifisso nella Chiesa di Sant'lgnazio e nella cappella di Santa Rosalia nella cattedrale di Palermo) che tanta fortuna avrà nella Sicilia del XVII secolo e oltre, fino a diventare uno degli elementi peculiari dell'architettura barocca siciliana.
Smiriglio è ritenuto l'autore di molte chiese palermitane: 
- 1606, Chiesa di Sant'Anna la Misericordia progetto architettonico,
- Chiesa di Sant'Eulalia dei Catalani,[4]
- Chiesa della Madonna dei Rimedi,
- Chiesa di San Matteo al Cassaro,
- Chiesa del Carmine Maggiore,[5]
- Chiesa di Sant'Antonio di Padova,
- Chiesa di Santa Maria di Valverde,
- Chiesa della Madonna del Soccorso della Mazza, dov'è sepolto.[6]

In generale sono moltissime le attribuzioni di opere architettoniche fatte a Smiriglio, anche fuori Palermo (Duomo di Salemi), non sempre accettate dagli studiosi.

## Opere
- XVII secolo, Santa Maria Maddalena, dipinto, opera custodita nel duomo di Santa Maria Maddalena di Borgetto.